# Shane Zylstra
Shane Zylstra (Spicer, 16 novembre 1996) è un giocatore di football americano statunitense che milita nel ruolo di tight end per i Detroit Lions della National Football League (NFL).

## Carriera

### Minnesota Vikings
Zylstra firmò con i Minnesota Vikings dopo non essere stato scelto nel Draft NFL 2021. Dopo la firma fu spostato dal ruolo di wide receiver a quello di tight end. Fu svincolato il 31 agosto 2021.

### Detroit Lions
Zylstra firmò con la squadra di allenamento dei Detroit Lions il 1º settembre 2021. Fu promosso nel roster attivo il 10 ottobre 2021, per la gara della settimana 5 contro i Vikings. Il 10 gennaio 2022 firmò un nuovo contratto con i Lions.
Il 1º ottobre 2022 Zylstra fu svincolato dai Lions, rifirmando subito dopo per la squadra di allenamento. Tornò nel roster attivo assieme al fratello Brandon Zylstra per la gara della settimana 9 contro i Green Bay Packers, in cui segnò il suo primo touchdown su ricezione su passaggio da una yard del quarterback Jared Goff. Il 13 novembre firmò per fare parte del roster attivo. Il 24 dicembre segnò un record in carriera di tre touchdown nella vittoria sui Carolina Panthers.